# Cordylomera inornata
Cordylomera inornata är en skalbaggsart som beskrevs av Duffy 1952. Cordylomera inornata ingår i släktet Cordylomera och familjen långhorningar.
Artens utbredningsområde är:
- Malawi.
- Zimbabwe.

Inga underarter finns listade i Catalogue of Life.